# Orašac (Aranđelovac)
Pour les articles homonymes, voir Orašac.
Orašac (en serbe cyrillique : Орашац) est une localité de Serbie, située dans la municipalité d’Aranđelovac, district de Šumadija. Au recensement de 2011, elle comptait 1 441 habitants.
Orašac est officiellement classé parmi les villages de Serbie.

## Histoire
C’est à Orašac que, le 15 février 1804, commença le premier soulèvement serbe contre les Turcs, sous la direction de Karageorges.

## Démographie

### Évolution historique de la population
| 1948  | 1953  | 1961  | 1971  | 1981  | 1991  | 2002  | 2011  |
| ----- | ----- | ----- | ----- | ----- | ----- | ----- | ----- |
| 2 234 | 2 182 | 2 024 | 1 742 | 1 635 | 1 461 | 1 462 | 1 441 |

|  |